# Musique hawaïenne

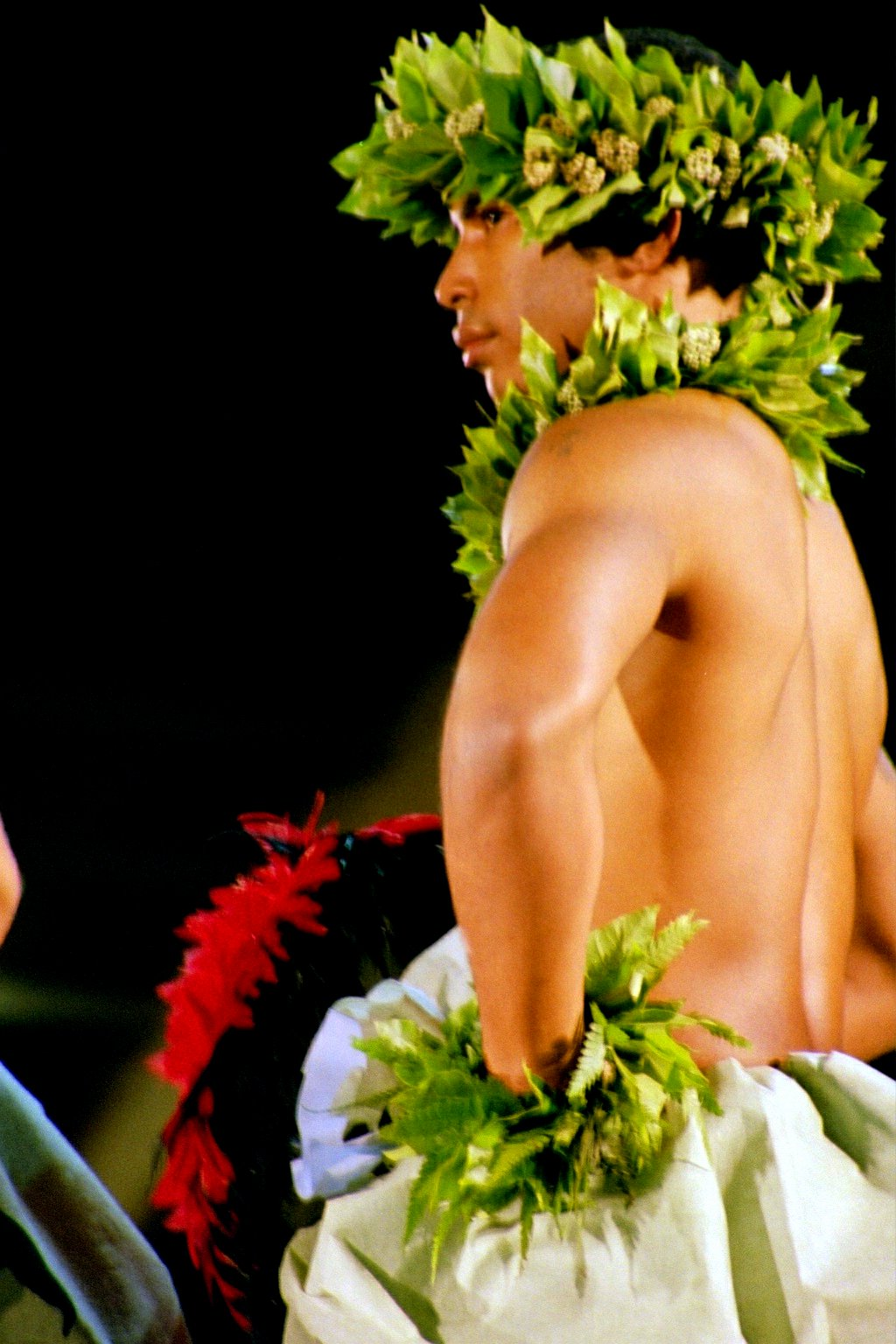
Danseur avec des ʻuliʻuli'.

La musique hawaïenne est la musique originaire d'Hawaï. Elle se manifeste par des chants traditionnels maori (le mele) accompagnés de danse (le hula) et l'utilisation d'instruments notables tels que la guitare hawaïenne. Elle a des similitudes avec la musique polynésienne et la musique maorie, mais du fait du statut politique de l'île, elle subit aussi une grosse influence de la musique des États-Unis.

## Histoire de la musique hawaïenne

### Musique traditionnelle
Composée essentiellement de musique vocale (mele) qui se décline en diverses variétés selon l'usage :
- Les ʻoli sont des chants religieux,
- les mele hula mahu sont des chants avec danse hula (dont il existe deux variantes : ancienne kahiko et moderne, ʻauana),
- les mele inoa sont des chants de baptême,
- les mele pule sont des chants de prières,
- les mele he'e nalu sont des chants pour le surf,
- les mele koihonua sont des récitatifs généalogiques.

Parmi les musiciens hawaïens notables, plusieurs se sont distingués :
- Sol Hoopii (Solomon Hoopii Kaai ), premier musicien au monde à jouer sur une guitare électrique
- Gabby Pahinui
- Ledward Kaapana
- David Kaili
- Joseph Kekuku
- Pale K. Lua
- Liliʻuokalani
- Israel Kamakawiwoʻole

### Instruments

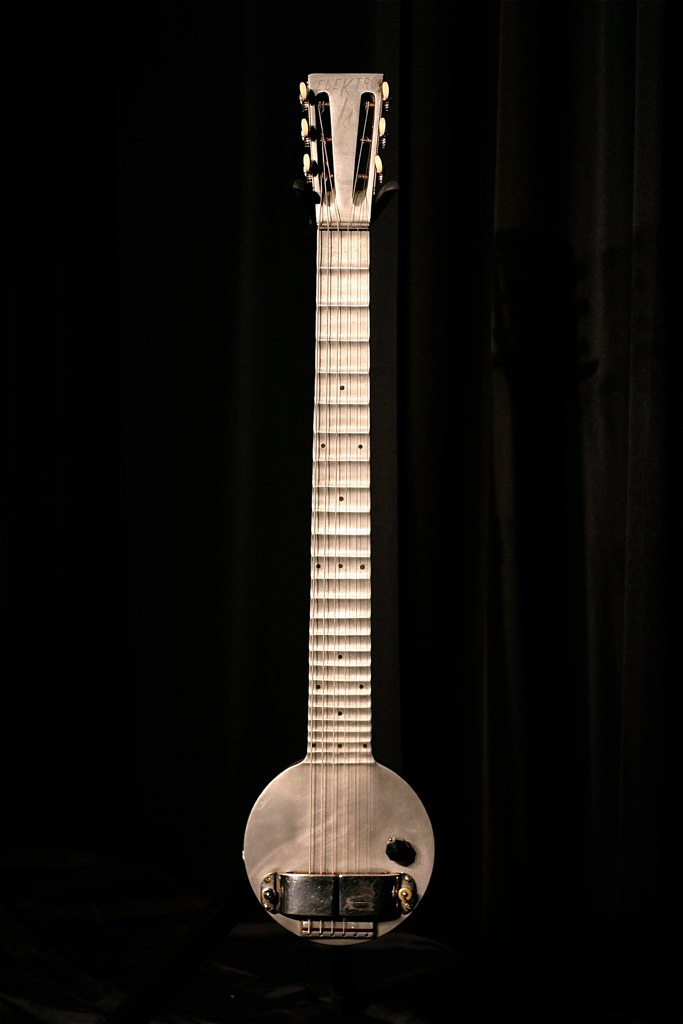
Frying Pan, un type de lap steel guitar.

#### Vents
- Ohe Hano Hiu
- Xaphoon

#### Cordes

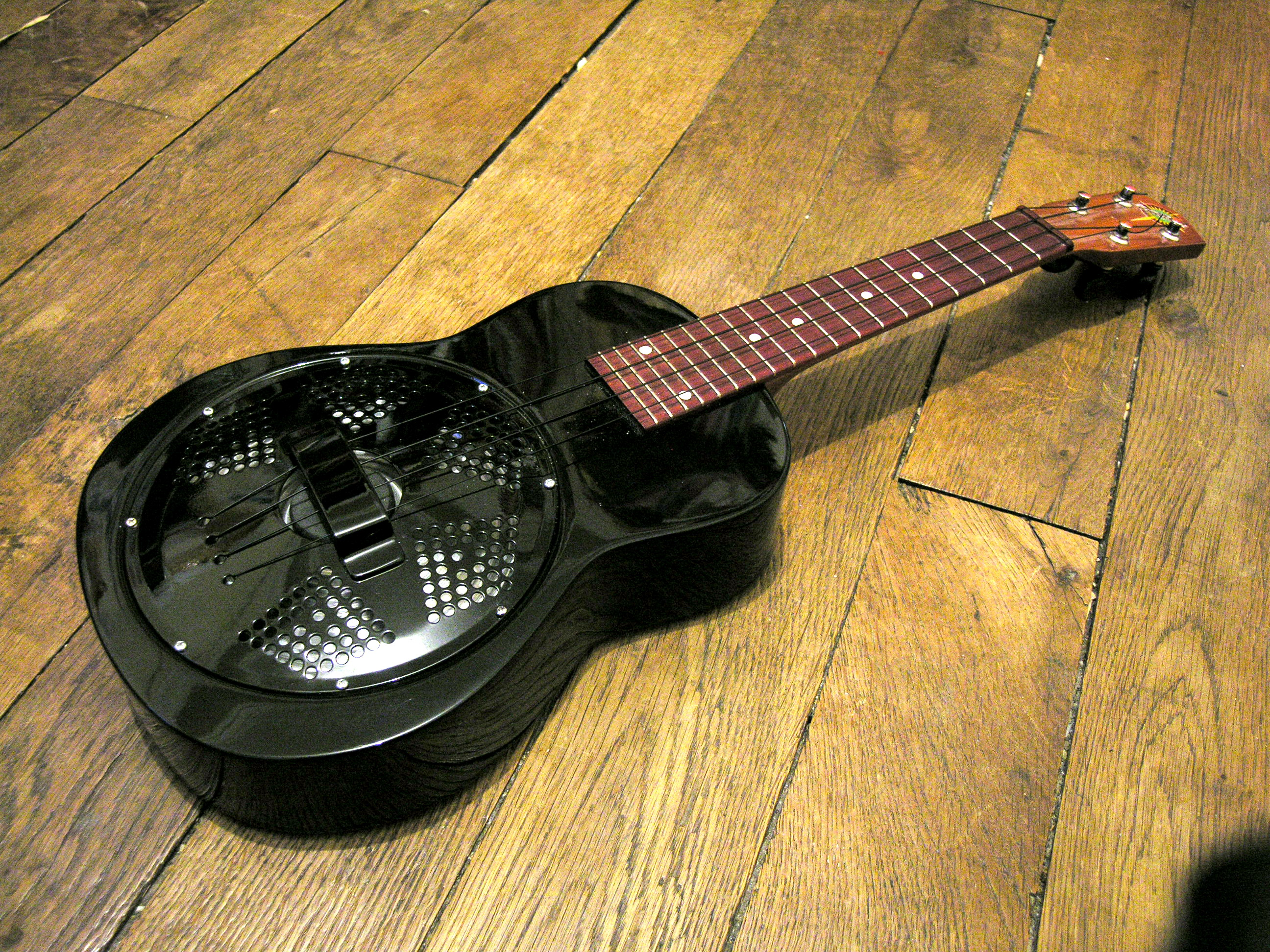
Ukulélé

- Guitare hawaïenne, appelée aussi steel guitar, est souvent munie d'un résonateur et/ou amplifiée électriquement. Son jeu se pratique avec un bottleneck ou un tonebar, élément en verre ou en fer qui se place sur les cordes (en fer) qui fait de cette guitare un instrument à tempérament naturel. Elle est accordée en « sol modal » : Ré-Sol-Ré-Sol-Si-Ré.
- Ukulélé, apporté à Hawaii par des immigrants portugais de l'île de Madère à la fin du XIXe siècle. Il s'agit d'un instrument à cordes pincées, comme la guitare (mais qui n'a que quatre cordes), qui s'accorde traditionnellement : Sol-Do-Mi-La.
- Ukeke, un arc musical indigène

#### Percussions
- ʻIliʻili
- Ipu
- Ipu heke
- Pahu
- Pu`ʻli
- Kalaʻau
- ʻUliʻuli

### Musique classique
Depuis la fin du XIXe siècle, la musique classique a pénétré l'île au point que des orchestres symphoniques s'y sont développés tel le Honolulu Symphony et le Hawaii Opera Theatre.

### Musique actuelle

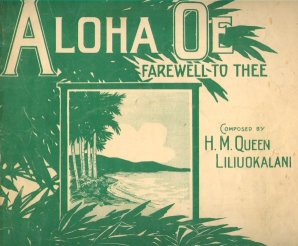
Premier pressage de Aloha ʻOe en 1913.

Au cours du XXe siècle, la musique hawaïenne a subi de nombreuses transformations (hawaïan renaissance, jawaiian’).
La musique hawaïenne a inspiré le rock, notamment avec certains tubes d'Elvis Presley tel Aloha ʻOe, un morceau joué par Sol Hoʻopiʻi et composé par Liliʻuokalani à la base, et d'autres œuvres utilisant la steel guitar de groupes tels que Dire Straits ou Pink Floyd.

#### Festivals
Les festivals de musique hawaïenne sont très nombreux et extrêmement réputés sur tout l'archipel. On notera entre autres : le Big Island Slack Key Guitar Festival, le Steel Guitar Association Festival Gabby Pahinui, le Atta Isaacs Slack Key Festival, le Aloha Week Moloka'i Music Festival, le Labor Day et le Hawaii International Jazz Festival.

## Musiciens ou chanteurs Hawaïens
- Sol Hoopii (Solomon Hoopii Kaai ), premier musicien au monde à jouer sur une guitare électrique.
- Gabby Pahinui, guitariste réputé de musique hawaïenne.
- Ledward Kaapana, musicien hawaiien, surtout connu pour son jeu de slack-key guitar (en).
- Joseph Kekuku, inventeur de la steel guitar.
- Liliʻuokalani, dernière reine d'Hawaï et elle joué de plusieurs instruments de musique : piano, ukulélé, guitare, cithare et de l'orgue.
- Israel Kamakawiwoʻole, chanteur hawaïen connue dans le monde entier après sa mort avec la chanson Somewhere over the Rainbow.
- Bruno Mars, chanteur hawaïen qui à vendu plus de 200 millions d’albums[7].
- Jack Johnson, chanteur hawaïen qui à vendu plus de 20 millions d'albums[8].
- Melody, chanteuse nippo-américaine né à Honolulu.